# Livia Iannoni
Livia Iannoni (Genova, 4 ottobre 1957) è un'ex modella italiana, vincitrice del concorso di bellezza Miss Italia nel 1975.

## Biografia
È stata incoronata Miss Italia nel 1975 a Martina Franca. Dopo la vittoria al concorso la Iannoni ha effettuato alcuni spot pubblicitari, uno dei quali per l'Algida e lavorato per una TV ligure. Tuttavia in seguito ha preferito dedicarsi agli studi, in particolar modo a quello dell'arte e floreale.
Oggi Livia Iannoni vive a Genova e svolge l'attività di stilista floreale.